# Jeogori

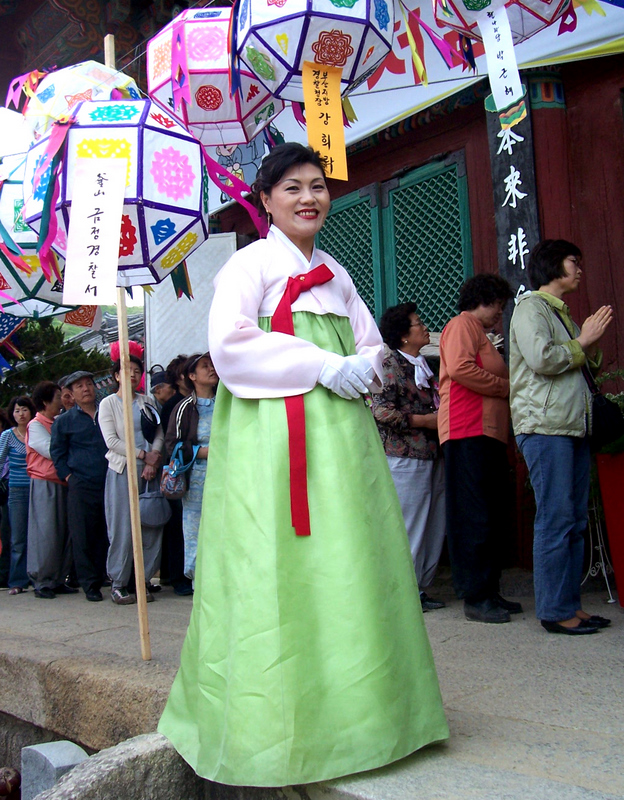
Jeogori di colore bianco, con goreum (il fiocco) rosso.

Il jeogori (저고리?) è l'indumento tipicamente utilizzato come parte superiore dell'hanbok, il tradizionale abito coreano, indossato sia dagli uomini che dalle donne. Il jeogori copre le braccia e la parte superiore del corpo dell'indossatore.
La forma più semplice di Jeogori consiste nei seguenti "pezzi": gil, git, dongjeong, goreum e guanti. Il gil (길) è la sezione più ampia dell'indumento che copre la maggior parte del busto dell'indossatore; il git (깃) è una fascia di tessuto che contorna il collo, il Dongjeong (동정) è un colletto removibile di colore bianco, posto alla fine del git mentre i goreum (고름) sono dei nastri attaccati sul petto, che servono a chiudere il jeogori. Il jeogori femminile può essere dotato dei kkeutdong (끝동), dei braccialetti posizionati alla fine dei guanti. Il design del jeogri ha subito diverse modifiche nel corso degli anni.
Esistono diversi tipi di jeogori, a seconda del materiale, della tecnica con cui essi sono realizzati, e della forma.